# فرودگاه محلی لینکولن (کالیفرنیا)
فرودگاه محلی لینکولن (کالیفرنیا) (به انگلیسی: Lincoln Regional Airport (California)) (به زبان بومی: Karl Harder Field) یک فرودگاه همگانی بهره‌برداری هوایی است که یک باند فرود آسفالت دارد و طول باند آن ۱۸۲۹ متر است. این فرودگاه در شهر لینکلن، کالیفرنیا کشور ایالات متحده آمریکا قرار دارد و در ارتفاع ۳۷ متری از سطح دریا واقع شده است.